# Pyrgomantis congica
Pyrgomantis congica es una especie de mantis de la familia Tarachodidae.

## Distribución geográfica
Se encuentra en Angola, Congo y Tanzania.